# Уолдгрейв, Джеймс, 1-й граф Уолдгрейв
Джеймс Уолдегрейв, 1-й граф Уолдгрейв (англ. James Waldegrave, 1st Earl Waldegrave; 1684 — 11 апреля 1741) — британский дипломат и пэр.

## Биография
Родился в 1684 году. Старший сын Генри Уолдгрейва, 1-го барона Уолдгрейва (1661—1689), и Генриетты Фицджеймс (1667—1730), внебрачной дочери короля Англии Якова II Стюарта и Арабеллы Черчилль. Получил образование во Франции.
В январе 1689 года после смерти своего отца Джеймс Уолдегрейв унаследовал титул 2-го барона Уолдгрейва.
Он занимал должности посла Великобритании во Франции (1725), Австрии (1727—1730) и вторично во Франции (1730—1740) .
Во время своего пребывания в качестве посла во Франции он по-прежнему проводил достаточно времени в Лондоне, чтобы стать одним из управляющих-основателей тамошней новой благотворительной организации, известной как Больница для подкидышей (созданная в 1739 году).
13 сентября 1729 года ему был присвоен титул  графа Уолдгрейва , а после его смерти в 1741 году ему наследовал его старший сын Джеймс.
Лорд опочивальни короля Георга I (1723—1725), член Тайного совета Великобритании с 12 февраля 1734 года, кавалер Ордена Подвязки с 20 февраля 1738 года.
Сэр Джеймс унаследовал замок Хивер в графстве Кент, который принадлежал семье Уолдгрейв на протяжении 160 лет. Он был сочтен слишком маленьким для сэра Джеймса, и он продал его в начале 1700-х годов сэру Уильяму Хамфрису, лорд-мэру Лондона (1714 г.).
20 мая 1714 года Джеймс Уолдгрейв женился на Мэри Уэбб (? — 22 января 1719), дочери сэра Джона Уэбба, 3-го баронета (? — 1745), и Барбары Беласис. У супругов было трое детей:
- Джеймс Уолдгрейв, 2-й граф Уолдгрейв (4 марта 1715 — 13 апреля 1763), старший сын и преемник отца.
- Джон Уолдгрейв, 3-й граф Уолдгрейв (28 апреля 1718 — 22 октября 1784)
- Леди Генриетта Уолдгрейв (2 января 1717 — 31 мая 1753), 1-й муж с 1734 года лорд Эдвард Герберт (? — 1734), сын 2-го маркиза Поуиса; 2-й муж с 1738 года певец из Ковент-Гардена Джон Бирд (1716—1791).

После смерти жены он перешел из католицизма (религии, в которой он был воспитан) в англиканство, чтобы занять свое место в Палате лордов.